# 제월당
제월당은 1902년에 설립한 대한민국 충청북도에 소재한 한의원이다.
생명의 존엄함을 최고의 가치로 여기는 의술, 모든 사람을 차별 없이 사랑하는 범애(汎愛)의 의술을 기본 진리로 품고 있습니다.

## 역사
대한제국 고종의 어의인 변석홍이 건립하였다.